# Mariara (rijeka)
Mariara je rijeka u Venezueli. Ulijeva se jezero Valencia (endoreički bazen).